# Visättra

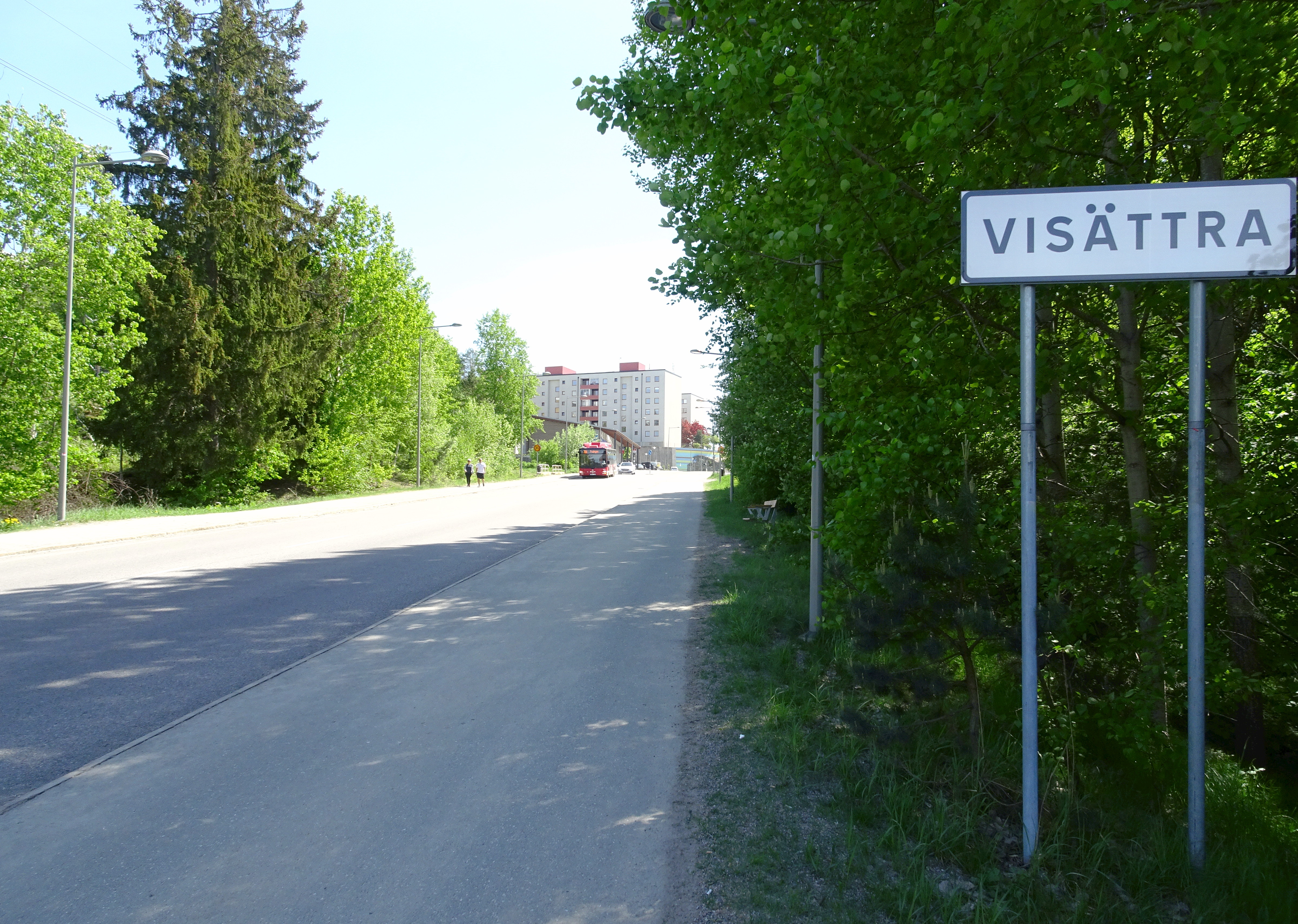
Visättra, maj 2018.

Visättra, tidigare Östra Flemingsberg, är ett bostadsområde i kommundelen Flemingsberg i Huddinge kommun och ingår i tätorten Stockholm.

## Historik

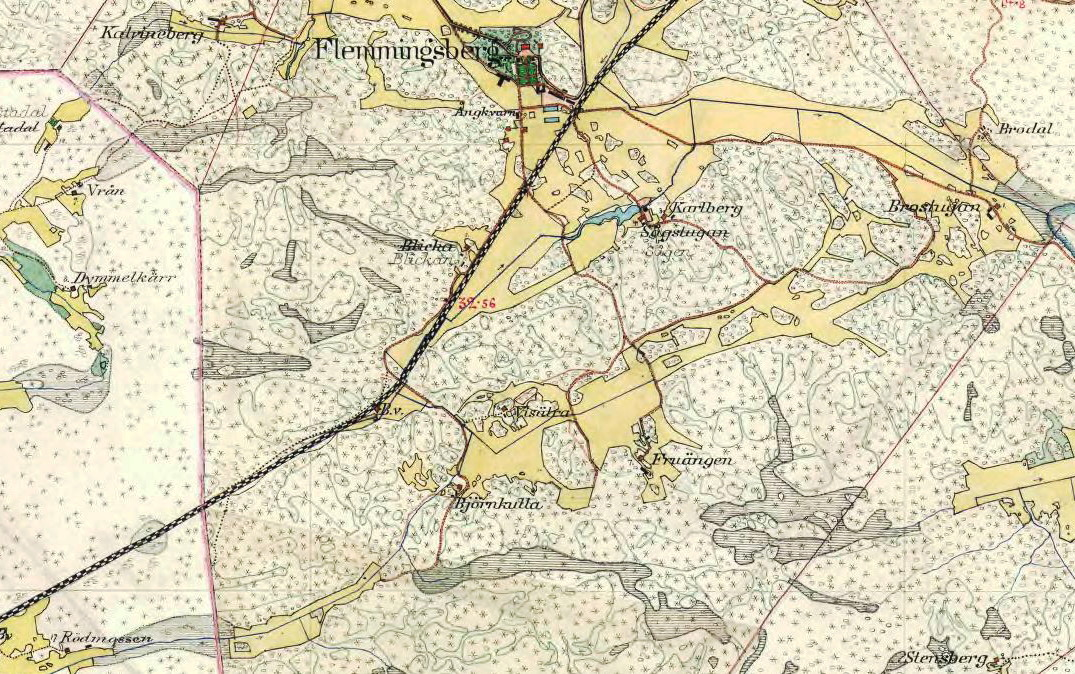
Flemingsbergs gård och Visätra 1900.

Visätra som det tidigare skrevs var ett dagsverkstorp under Flemingsbergs gård. Stället låg längst in i en dalgång som tidigare var en vik av sjön Orlången. Torpet omnämns redan 1653 och i jordeboken från 1749 anges det som frälse under Flemingsberg. Den siste torparen var Lars Andersson med hustru Stina Kajsa som brukade jorden fram till 1836. I torpet bodde dessutom deras fyra barn, en dräng samt en änka och hennes dotter. Efter 1836 blev Visättra fattigstuga under Flemingsbergs gård. 1927 byggdes ett nytt bostadshus och Visättra var ett självständigt småbruk med 4,5 hektar åkerbruk och 9 hektar skog. Torpet Visättra revs i samband med exploateringen för bostadsbebyggelsen i Visättra Ängar.

## Allmänt

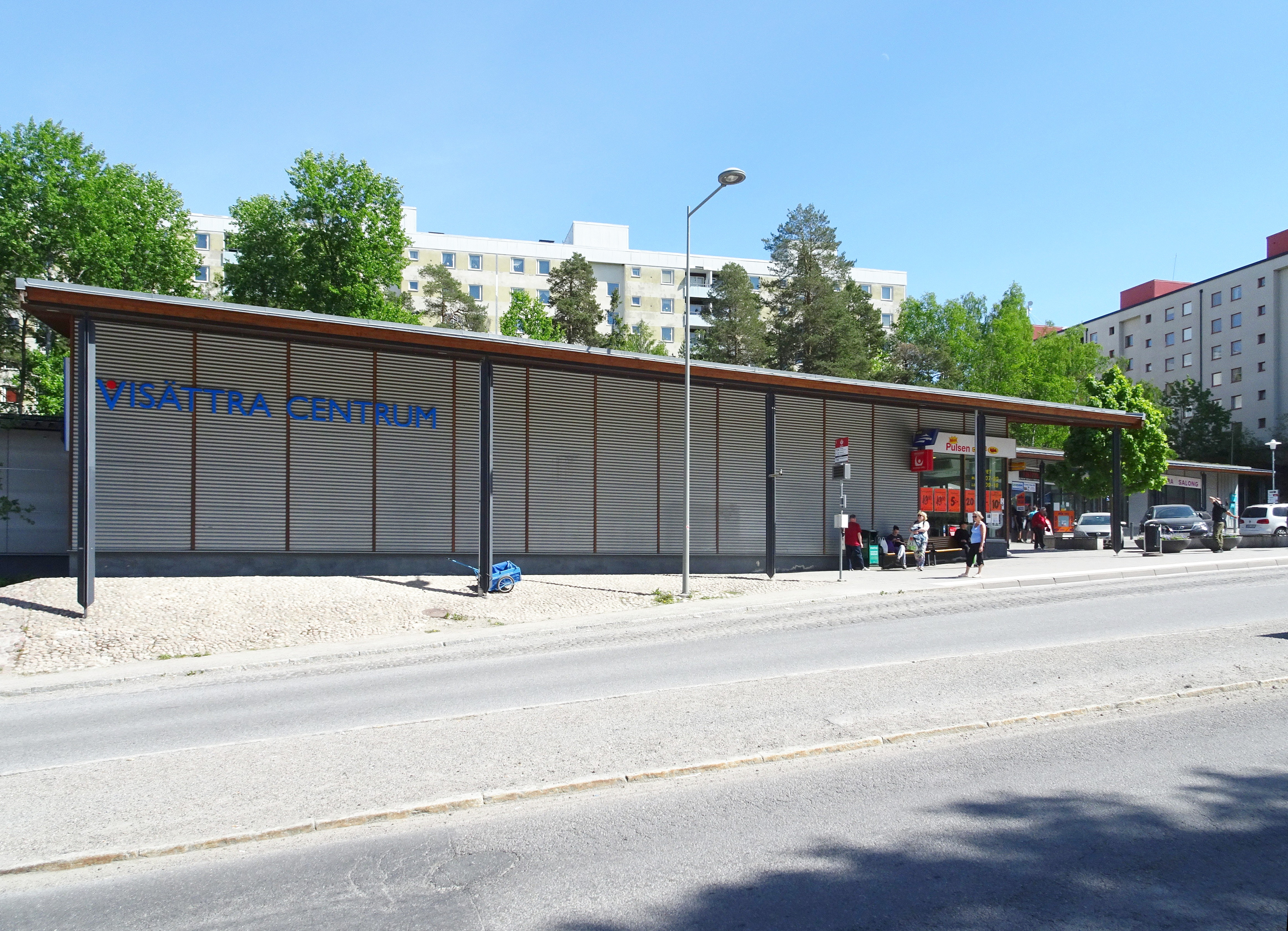
Visättra centrum.

Visättra byggdes som många andra miljonprogramsområden under slutet på 1960-talet och början på 1970-talet och består till den största delen av flerfamiljshus med hyresrätter. Stadsplanen för området upprättades av arkitekterna Ancker-Gate-Lindegren och fastställdes 1963.
I Visättra finns en mindre centrumanläggning som invigdes år 2008 och tillhandahåller det vanliga utbudet av affärer och restauranger. Området har fyra förskolor, två grundskolor, Visättraskolan för årskurs 1-6 och Södertörns Friskola för årskurs 6–9, ett daghem för personer med funktionsnedsättning, ett polishus med häkte och Visättra sportcenter med hall, idrottsplatser och frisbeegolfanläggning. Vid Björnkullavägen 5A ligger nybyggda Södertörns tingsrätt. 
Söder och öster om Visättra utbreder sig Flemingsbergsskogens naturreservat; här passerar Huddingeleden och Sörmlandsleden samt den historiska Sockenvägen Flemingsberg – Lissma.

## Områdena

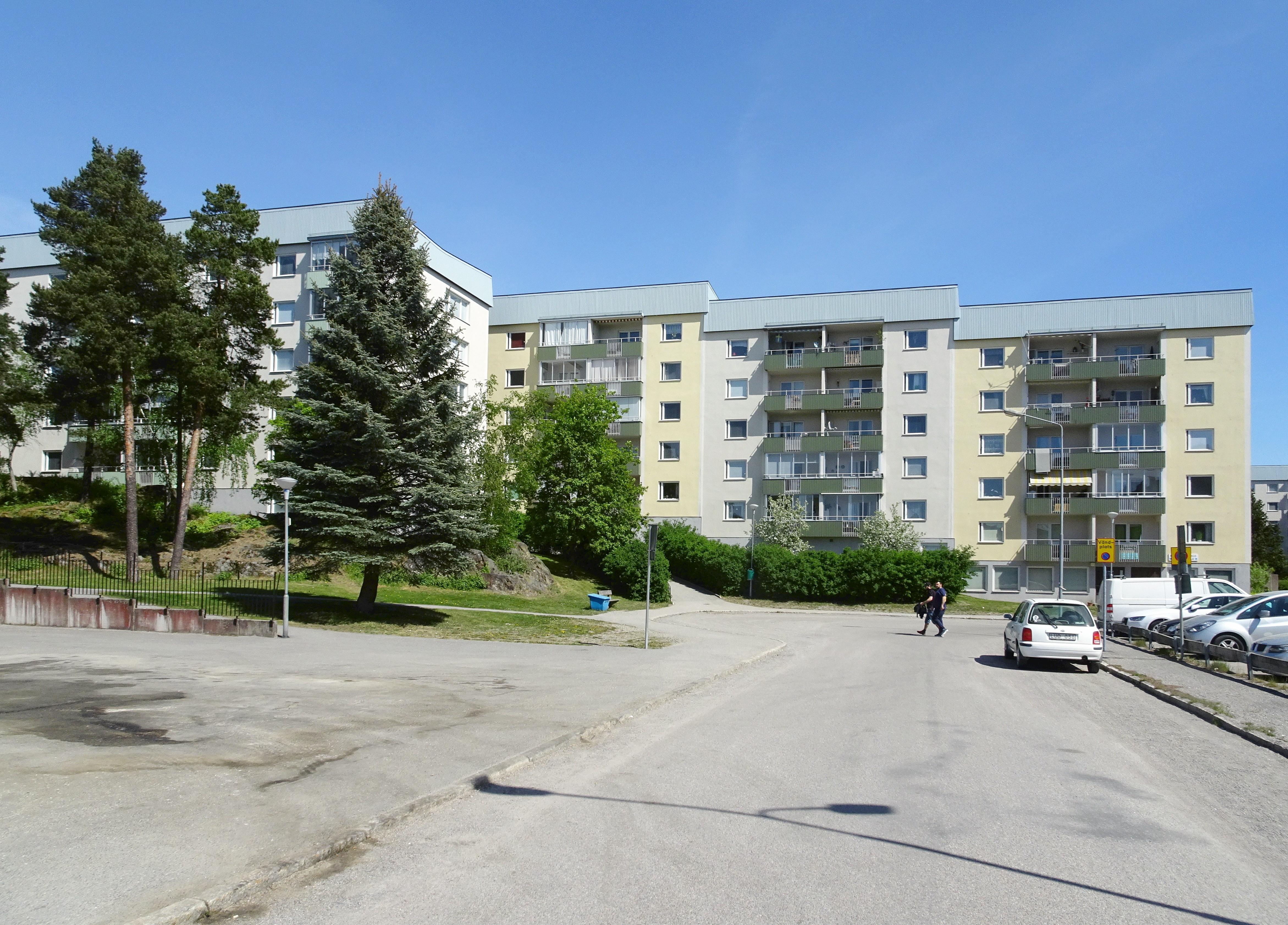
Visättra, Sågstuvägen.

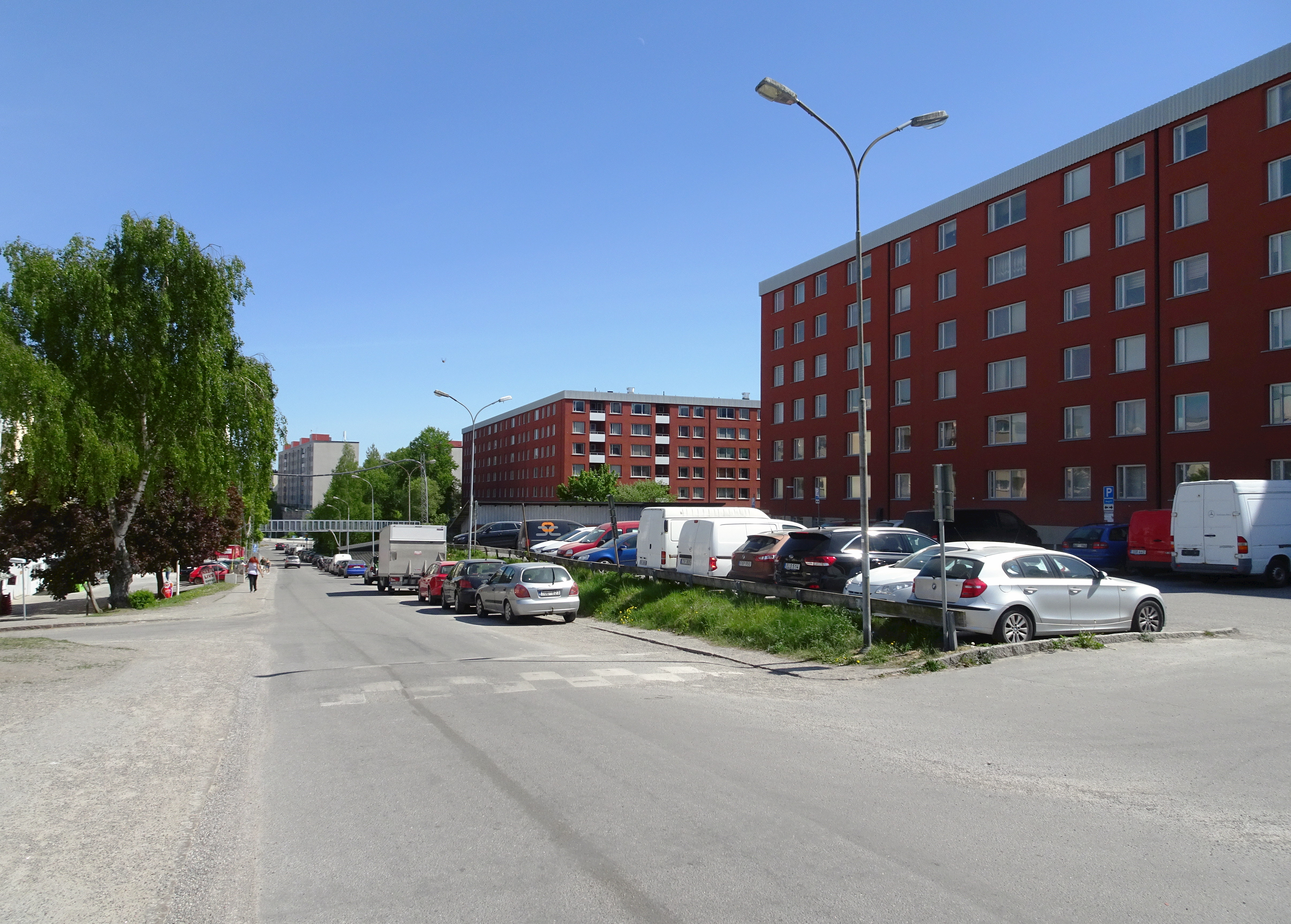
Visättra, Visättravägen.

Visättra är uppbyggt av olika block.
- Första blocket är HSB och består av sex hus med bostadsrätter. Här finns även Flemingsbergs Scoutkårs lokaler.

- Det andra blocket kallas Mattssongårdarna och består av två cirka 100 meter långa hus med lekplatser på baksidan och parkering på framsidan.

- Det tredje blocket är Fyrkantiga gården och består av två cirka 80 meter långa hus och två cirka 40 meter långa hus. Här ligger även förskolan Hägern. Samma hyresvärd som sjätte blocket.

- Fjärde blocket kallas Gråa Gården och består av två hus som står mittemot varandra med balkongerna riktade mot mitten. Bakom detta block ligger även förskolan Ladan i ett fristående rött enplanshus med stor lekplats, med fyra avdelningar. Samma hyresvärd som femte blocket.

- Femte blocket är Röda gårdarna och består av fyra stora gårdar med röda tegelhus. En av gårdarna innehåller förskolan Leoparden, och en annan Förskolan Korallen. Detta block har Huge som hyresvärd.

- Sjätte blocket är Gula Gårdarna som består av två mindre gårdar som ligger på ett med mur avskärmat block med fyra hus varav ett är fyra hus som är ihopsatta till ett långt. Under detta ligger även ett inbyggt tvåplansgarage med slutna plan (man kan inte ta sig från ett direkt till det andra planet utan att gå ut) samt en livsmedelsaffär. Detta block har Allokton / VisättraHem AB som hyresvärd.

- Det sjunde blocket, uppfört 2004, är Studentbostäderna som är de enda höghusen i Visättra.

- Åttonde blocket är Stallet, ofta benämnt Översta Gårdarna. Det består av fyra hus varav tre är ihopbyggda.

- Nionde och sista blocket är Ängarna. Det anses lite finare eftersom det ligger avskärmat av skog och ofta räknas det inte till Visättra av invånarna. Området kallades från början Visättra Ängar och består av nitton hus byggda på 1990-talet innehållande bostadsrätter och hyresrätter, dock få hyresrätter.